# Fenrisulven

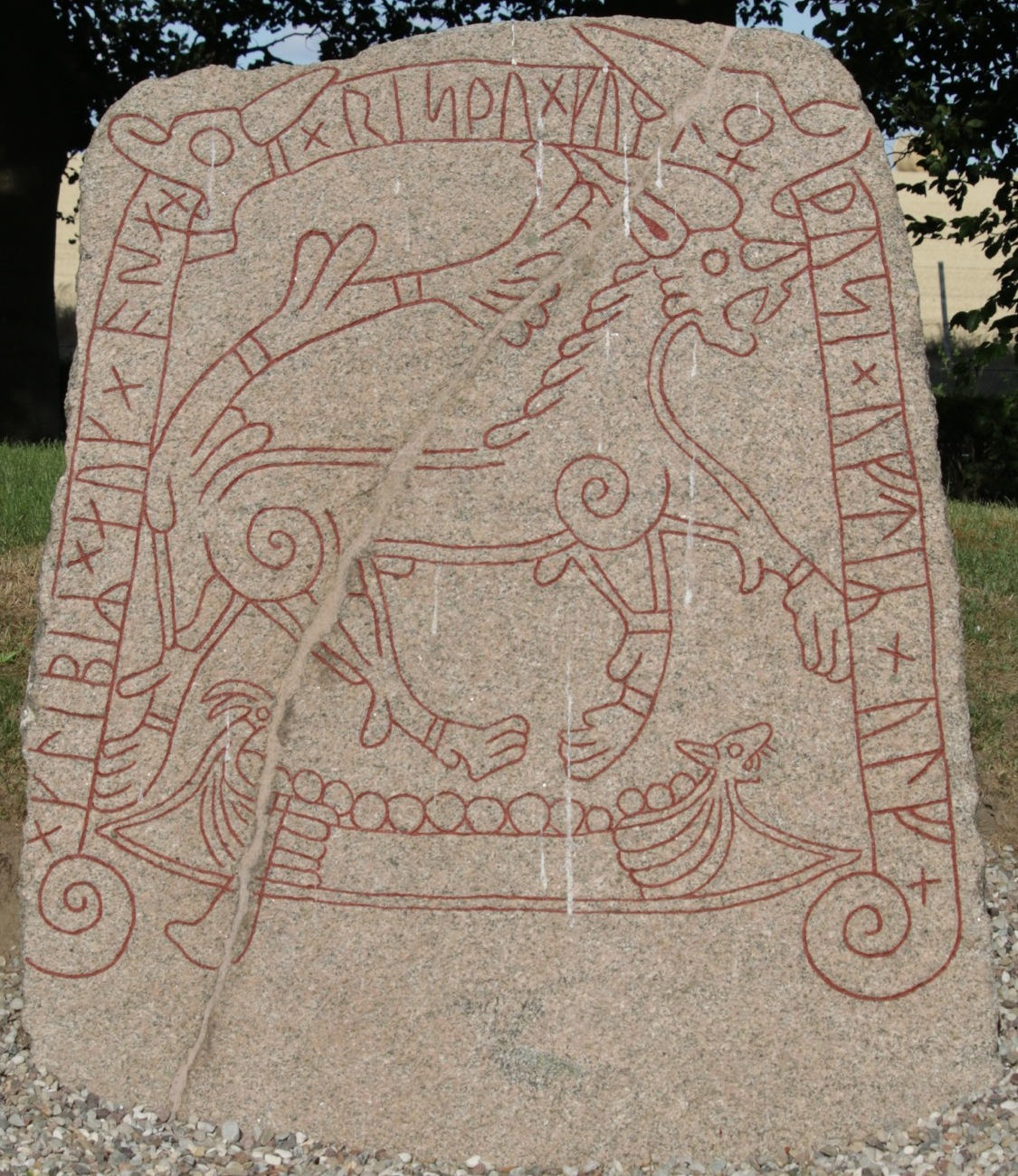
Djuret på Tullstorpstenen har tolkats av Riksantikvarieämbetet som Fenrisulven. Både ulven och långskeppet efterliknar de på Ledbergsstenen vilken även inkluderar en man som blir biten i foten av en ulv, tänkt att föreställa Oden som blir slukad av Fenrir under ragnarök.

Fenrir eller Fenrisulven (fornnordiska: Fenrir, Fenrisúlfr) är ett enormt antagonistiskt väsen i fornnordisk mytologi förd i ulvskepnad. Son till Loke och jättinnan Angerboda var han ursprungligen en liten valp som snart kom att växa till gigantisk storlek och styrka. För att få bukt med honom fjättrades han av gudarna och hålls fången till ragnarök där han förutspåddes sluka både Oden och Sol för att sedan dräpas av Odens son Vidar i hämnd.

## Binamn och etymologi
Odjuret bär flera olika namn i myologin. Fenrir är en avledning till fornnordiska: fen som enkelt betyder ”kärr”. Moderniserat till nusvenska blir det ungefär ”fenrare” eller ”kärrare”, då ungefär i betydelsen ”den som döljer sig i kärret”. Fenrisulven, eller Fenrisúlfr på fornnordiska, betyder likaså ”kärrulven” (”kärrisulven”). Historiskt har även normaliseringen Fenresulven och Fenrer förekommit i svensk text (-is/-ir → -es/-er).
Namnet Hróðvitnir förekommer bland annat i eddadikterna Grimnesmål och Lokasenna och betyder ungefär “berömda ulven”, där efterledet vitnir är ett noanamn för ulv som egentligen betyder “skurk, rånare, förbrytare” eller liknande, kognat med “vite” i betydelsen straff (jämför varg som ursprungligen betyder dråpare eller dito).
Ett annat namn är Vánagandr, ungefär “Vånälven” men i betydelsen “Våns väsen” eller dito (gandr = utsträckt väsen). Vid Fenrirs fjättring spärras hans gap upp med ett svärd, varefter hans saliv bildar älven Vån.

## Förekomst
Fenrir omtalas i Den poetiska Eddan och uppgifterna sammanförs under 1200-talet i Snorres Edda och Heimskringla (Nordiska Kungasagor). Fenrir är far till vargarna Skǫll och Hati. Dikten Völuspá berättar om de ättlingar till Fenrir som fostrats i Järnskogen och som uppträder under Ragnarök. Fenris själv anfaller Oden och dödar honom: Nu drabbas Frigg på nytt av sorg när Oden går till kamp mot ulven (strof 52). 
I Vafthrudnis visdomstävling ger Oden den vise jätten Vafthrudnir följande fråga: ”Får vi nytt solsken på släta himlen när Ulven slukat vår sol?” (strof 46). Jätten ger svaret att Solen hinner föda en dotter som skall fortsätta i hennes bana.

### Fenrir fjättras

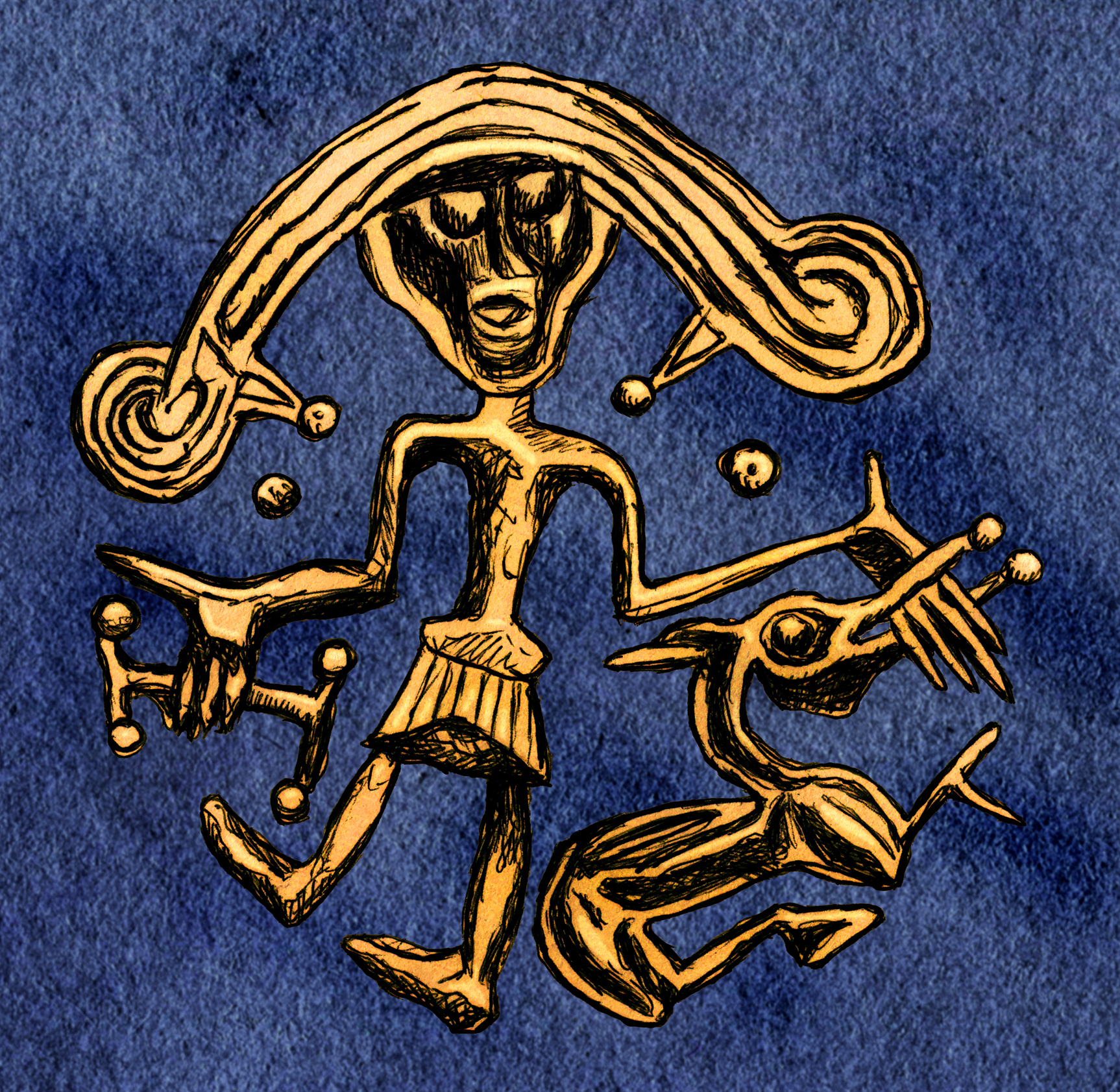
Fenrisulven som biter Tyrs hand från en folkvandringstida guldbrakteat funnen nära Trollhättan.

I den avdelning i Snorres Edda som kallas för Gylfaginning (”Hur Gylfe blev lurad”) omnämns Fenrir i det 25:e kapitlet i samband med guden Tyr. Gudarna fruktade vargen som blev större och starkare för varje dag. De ville fjättra honom med den magiska kedjan Gleipne, men ulven vägrade. Han litade inte på dem, men om Tyr ville lägga sin hand i hans käft skulle de få sätta fängslet om hans hals. När Fenrir inte kom loss bet han av Tyrs arm. 
I ett senare kapitel 34 berättas om Lokes barn med jättinnan Angerboda. När gudarna blev varse dessa varelser som växte upp i Jotunheim, reste Oden själv dit. Han kastade ormen ner i det hav som ligger runt alla länder och den fick namnet Jörmundgand (Midgårdsormen). Hel kastades ner till Nifelheim. 
Fenris blev som nämnts fängslad vid en häll som heter Gjöll. För att hindra honom från att bita kom gudarna att spärra upp hans käkar med ett svärd. Här inväntade han Ragnarök och ylade förskräckligt. Dregel rann från hans käftar och bildade floden Vån. I kapitel 38 säger en av gudarna att alla krigare i Valhall inte kommer att räcka till när ulven kommer.

### Slutstriden vid ragnarök

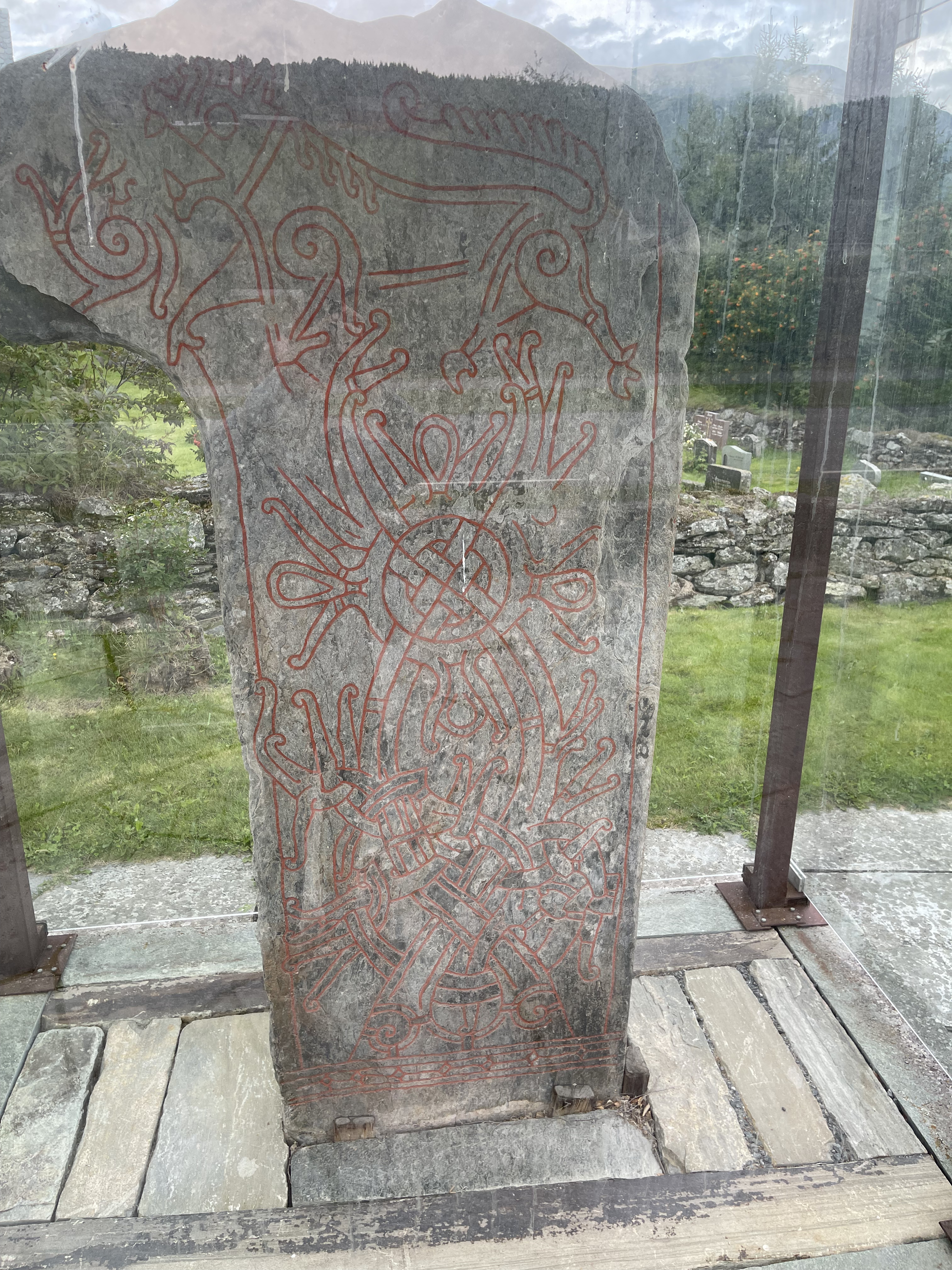
Norges runinskrifter 84 från 1000-talet, förevisandes en varg eller dito som vållar sluka ett klotliknande objekt, möjligen Fenrisulven som slukar solen.

I kap 51 förutsägs händelserna vid ragnarök. Fenrirs son Skǫll kommer att sluka solen. Jorden skälver så att Fenrir kommer lös och far runt med gapande mun, underkäften vid marken och överkäften uppe i himlen. Hans ögon och näsborrar sprutar eld. Fenrir möter Oden och slukar honom. Odens son Vidar ställer sin fot på vargens käft och lyfter upp hans överkäke och river itu hans käke, vilket blir slutet för Fenrir.

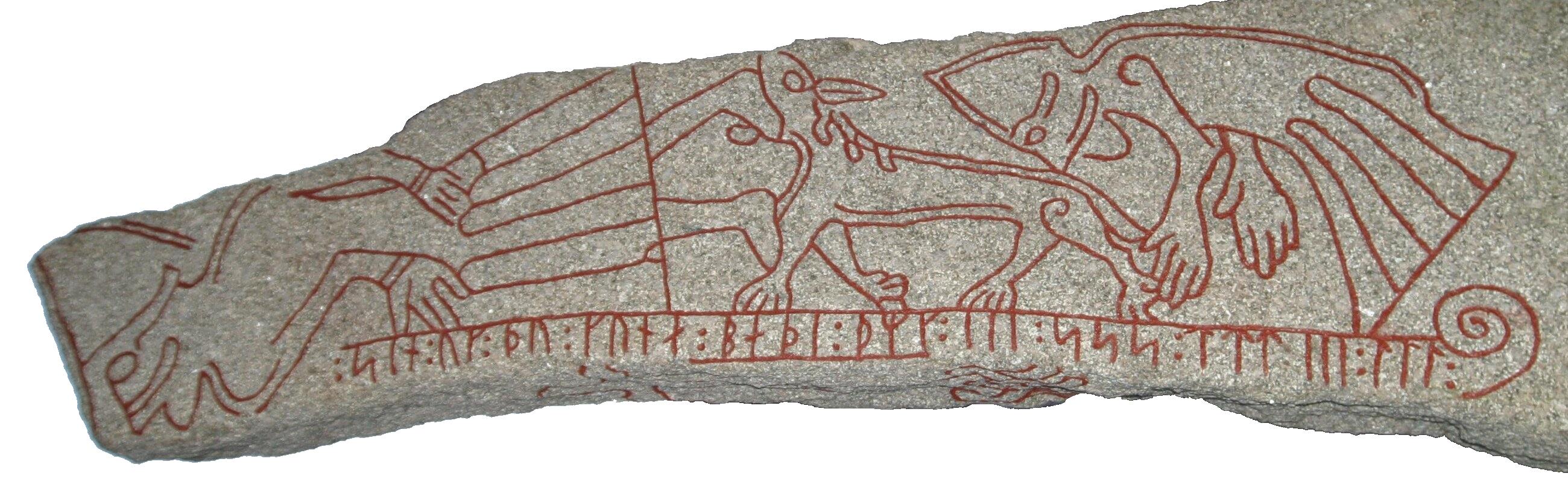
Ledbergsstenen som möjligen föreställer Fenrisulven som slukar Oden.
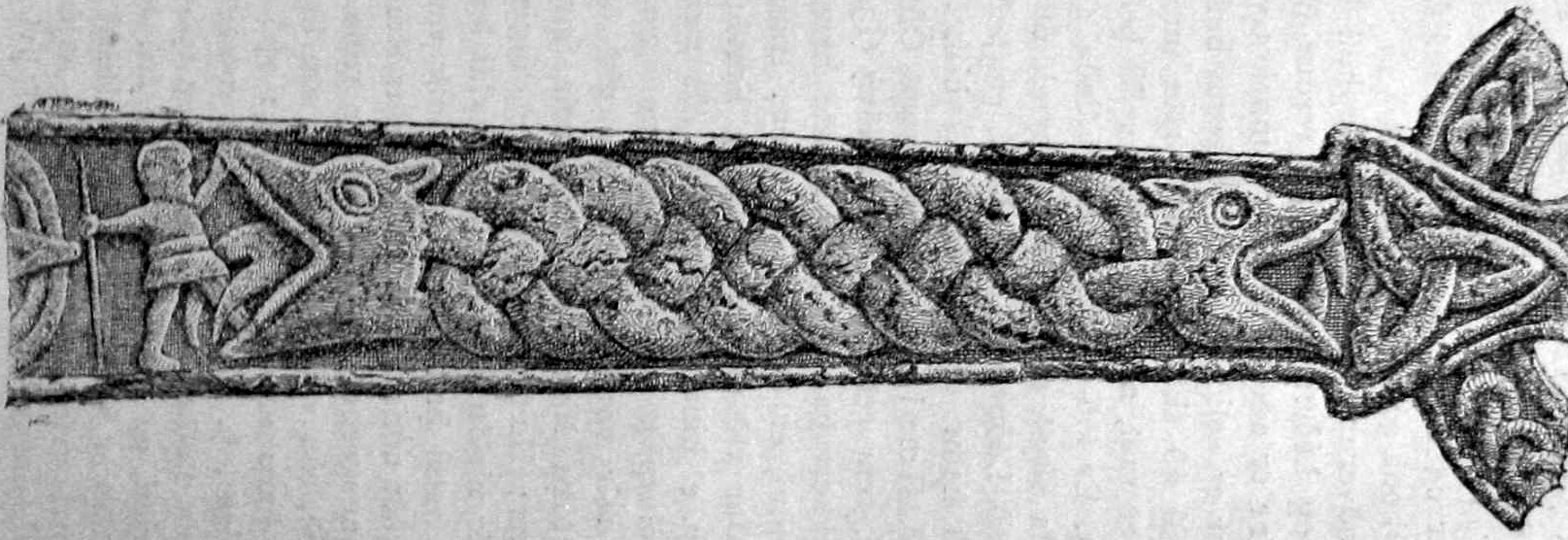
Bild på Gosforthkorset som tolkats som Vidars kamp mot Fenrisulven vid ragnarök.

## Avbildningar

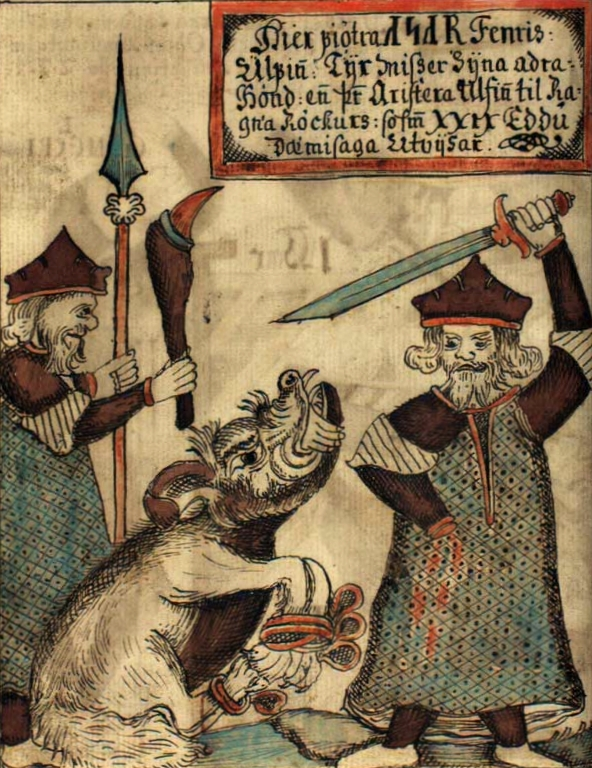
Fenrisulven har fängslats och bitit av Tyrs hand från det isländska manuskriptet NKS 1867 4to från 1760.

På ett av de två 400-talshornen i guld från Gallehus i Danmark ses en man mata ett monster. Därefter avbildas han sittande framför det fjättrade odjuret med avbiten hand. Detta har tolkats som en möjlig avbildning av Tyr och Fenrisulven, men bilderna på hornen är svårtolkade.
I Laaland i Danmark fann man 2009 ett hängsmycke föreställande ett varghuvud med en hand i munnen, vilket kan tolkas som Fenrisulven med Tyrs hand i munnen.
Från järnåldern har en guldbrakteat tolkats som en avbildning av händelsen. Även denna är omdiskuterad.
Gosforth-korset från Norra England visar en varg med ett svärd mellan käkarna, som slukar en man.